# Mudzborgh
Die  Mudzborgh ist eine abgegangene mittelalterliche Burganlage im heutigen Stadtteil Misburg von Hannover in Niedersachsen. Ihr Standort wird auf dem Grundstück der 1955 errichteten St.-Anna-Kirche vermutet. Der historisch überlieferte Burgname (Mudz für Mudde, borgh für Burg) weist auf eine Lage in einer morastigen Gegend hin und wurde anscheinend für die Ansiedlung Misburg übernommen.

## Lage und Baubeschreibung
Die Befestigungsanlage entstand im Mittelalter auf einer trockenen Landzunge an der schmalsten Stelle zwischen den sumpfigen Niederungen des Seckbruchs und der Breiten Wiese. Neben der geschützten Lage in unzugänglichem Gelände gab es einen weiteren Lagevorteil durch die drei Kilometer entfernt liegende Hannoversche Landwehr, die als Schutzsystem Hannovers im 14. Jahrhundert entstanden war.
Über den Entstehungszeitpunkt, die Bauweise, die Nutzungsdauer sowie das Ende der Mudzborgh ist heute nur wenig bekannt. Der Misburger Heimatforscher Anton Scholand vermutete 1960, dass die Burg im Stile einer Fliehburg aus Wällen bestand und im 12. oder 13. Jahrhundert errichtet worden ist. Bis 1947 waren an ihrem früheren Standort noch Sandwälle vorhanden. Funde im 20. Jahrhundert machen eine Bauweise unter Verwendung von Steinmaterial wahrscheinlich.

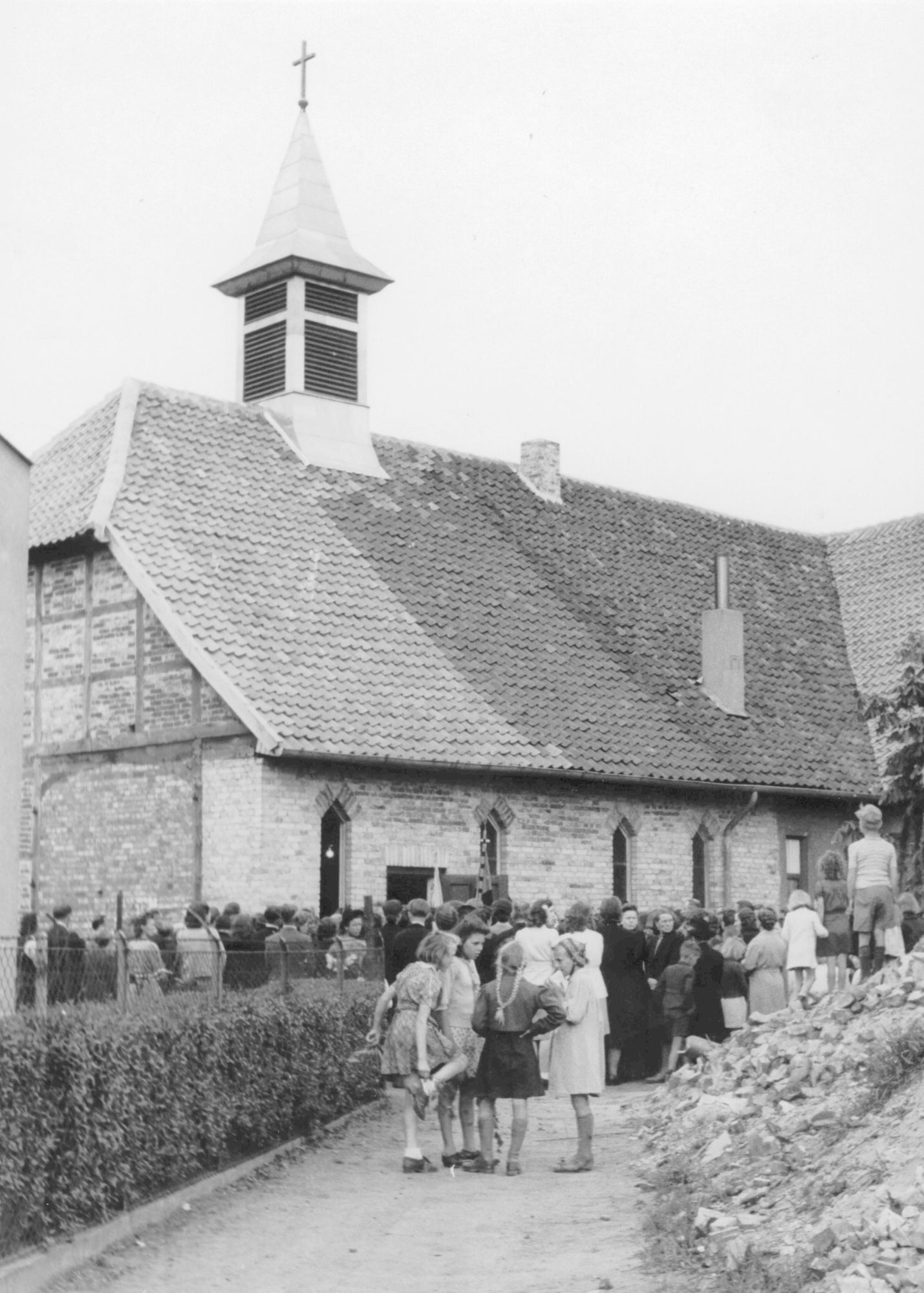
Das zur Kapelle umgebaute Haus auf der vermuteten Burgstelle (1930er Jahre)

Der Standort der Burg ist durch den Flurnamen Alte Burg überliefert worden, heute befindet sich dort die gleichnamige Straße „Hinter der Alten Burg“. Die anscheinend wüst gefallene Burgstelle ist später von einer Hofanlage überbaut worden. Dabei handelte es sich um den Hof Nr. 7 in Misburg, der heute nicht mehr vorhanden ist. Eine Aktennotiz aus dem Jahre 1652 sagt aus, dass ein Leutnant Johan Putzstohl (1603–1673) sein Wohnhaus auf der früheren Burgstelle erbaut hat. Das Haus ist 1932 zu einer katholischen Kapelle umgebaut worden. Während des Zweiten Weltkriegs ist die Kapelle bei den Luftangriffen auf Hannover und Misburg zerstört worden. Auf dem Grundstück entstand 1955 die katholische St.-Anna-Kirche. Bei den Bauarbeiten wurden im Boden des Geländes archäologisch relevante Befunde, wie Grundmauerreste, behauene Sandsteinquader und die Holzreste eines Brunnens freigelegt. Sie sind wegen des schnell fortschreitenden Baus der Kirche nicht näher untersucht worden. Der Heimatforscher Anton Scholand stellte etwa 80 Meter von der Burgstelle an einem Bauernhof fest, dass dessen Grundmauern aus den gleichen behauenen Sandsteinen wie die der Burgstelle bestanden. Er vermutete, dass sich Bauern in früheren Jahrhunderten das Steinmaterial von der wüsten Burgstelle zur Errichtung ihrer Gebäude geholt haben.

## Territoriale Zugehörigkeit
Das heutige Misburg lag ursprünglich in der sächsischen Gaugrafschaft Astfala um Hildesheim. Kirchlich gehörte das Gebiet seit jeher zum Bistum Hildesheim. Als Territorialherr ließ das Bistum während des Mittelalters Burgen zur Festigung seiner Macht errichten. Dies geschah auch in Misburg, wie eine Handschrift des 15. und 16. Jahrhunderts (Beverinsche Bibliothek Nr. 49) zeigt:
Misborg eine wüste Veltmark, ist vorzeyten eine Burg gewesen, dem Stift Hildesheim zugehörig.
Das Bistum gab Misburg als Lehen weiter. Dabei ist nicht klar ist, ob es sich beim Lehen um die Burg oder um eine dazugehörige Siedlung handelte, wahrscheinlich aber beides. Zunächst kam Misburg etwa im 12. Jahrhundert an die Grafen von Roden, die ihren Sitz auf der Burg Lauenrode im heutigen Hannover hatten. Durch einen Übertragung des Lehens an Herzog Otto I. das Kind geriet das Gebiet im 13. Jahrhundert unter die Herrschaft der Welfen.
1365 wurde Misburg als Mudzborgh erstmals urkundlich erwähnt. Herzog Wilhelm zu Braunschweig und Lüneburg erteilte den Bürgern der Stadt Hannover das Privileg des Torfstechens im Altwarmbüchener Moor, dessen Lage er zwischen Altwarmbüchen, Lahe und dem Misburger (Mudzborgher) Holz beschrieb.
„Von Gottes Gnaden we Herr Wilhelm Herzoge tho Brunswick und a. 1365 to Lüneborch bekennen openbahr in dißem Breve dat we usen leven Borgern user Stadt Hannover hebben georlovet unde gegeven ewichliken to bruckende, da se mogen op dem More, da lecht zwischen der Warmboke unde dem Mudzborgher Holte unde dem lae torff stecken unde graven lassen und denen…“
In einer Urkunde des Bischofs Gerhard von Hildesheim aus dem Jahre 1373 ist festgehalten, dass Misburg für die Ausbesserung und den Ausbau der Hannoverschen Landwehr ("der Landwere zwischen Middesborch unde Hannover …") zuständig war. Der hannoversche Bürgermeister Christian Ulrich Grupen beschrieb Misburg in seinem Werk Origines et Antiquitates Hannoverenses von 1740 folgendermaßen:
"Mißborg eine wüste Feldmarck samt den Mißborger Holz ist für Zeiten eine Borch gewesen, dem Stifft Hildesheim zugehörig, jetzo wohnen die von Alten da."
1380 kam das Dorf Misburg unter dem Namen Middesburg für 700 Mark an den Bischof Gerhard von Hildesheim. Im Jahre 1500 verkaufte das Bistum Hildesheim das Dorf an das Adelsgeschlecht derer von Alten. Nach weiteren Besitzerwechseln und der Hildesheimer Stiftsfehde unterstand Misburg um 1550 Herzog Erich I. von Calenberg. Auch in den folgenden Jahrhunderten blieb Misburg dem Fürstentum Calenberg zugehörig.